# Communauté de communes du Carrefour des Quatre Provinces
La communauté de communes du Carrefour des Quatre Provinces est une ancienne communauté de communes française, située dans le département de la Creuse et la région Nouvelle-Aquitaine.
Au 1er janvier 2017, la communauté de communes du Carrefour des Quatre Provinces fusionne avec la communauté de communes du Pays de Boussac et la communauté de communes d'Évaux-les-Bains Chambon-sur-Voueize pour créer la Communauté de communes Creuse Confluence.

## Histoire
Elle est créée le 1er janvier 1999.

## Composition
Elle regroupait 15 communes, : 
| Nom                      | Code Insee | Gentilé       | Superficie (km2) | Population (dernière pop. légale) | Densité (hab./km2) |
| ------------------------ | ---------- | ------------- | ---------------- | --------------------------------- | ------------------ |
| Gouzon (siège)           | 23093      | Gouzonnais    | 50,03            | 1 575 (2014)                      | 31                 |
| Blaudeix                 | 23023      | Blaudeixois   | 6,90             | 102 (2014)                        | 15                 |
| La Celle-sous-Gouzon     | 23040      |               | 14,07            | 143 (2014)                        | 10                 |
| Cressat                  | 23068      | Cressatois    | 33,41            | 556 (2014)                        | 17                 |
| Domeyrot                 | 23072      | Domeyratois   | 24,59            | 220 (2014)                        | 8,9                |
| Jarnages                 | 23100      | Jarnageaux    | 9,17             | 505 (2014)                        | 55                 |
| Ladapeyre                | 23102      | Ladapeyrois   | 30,63            | 359 (2014)                        | 12                 |
| Parsac-Rimondeix         | 23149      |               | 47,02            | 685 (2014)                        | 15                 |
| Pierrefitte              | 23152      | Pierrefittois | 6,40             | 69 (2014)                         | 11                 |
| Pionnat                  | 23154      | Pionnatois    | 41,77            | 768 (2014)                        | 18                 |
| Saint-Julien-le-Châtel   | 23204      |               | 15,30            | 151 (2014)                        | 9,9                |
| Saint-Loup               | 23209      |               | 18,82            | 181 (2014)                        | 9,6                |
| Saint-Silvain-sous-Toulx | 23243      |               | 14,57            | 159 (2014)                        | 11                 |
| Trois-Fonds              | 23255      | Trifontins    | 9,53             | 121 (2014)                        | 13                 |
| Vigeville                | 23262      |               | 7,27             | 172 (2014)                        | 24                 |